# Операция «Мутанты»
«Операция „Мутанты“» (исп. Acción mutante) — испано-французский кинофильм 1993 года, снятый режиссёром Алексом де ла Иглесия в жанре боевика с элементами фантастики и комедии. Фильм был снят в 1992 году, на экраны же он вышел в 1993 году.
В России фильм издавался также под названиями «Боевой мутант» и «Киборг-мутант».

## Сюжет
Действие фильма происходит в мире будущего, где власть принадлежит людям, культивирующим и гордящимся своей внешней эстетической красотой. Им противостоят мутанты — террористическая организация физически и умственно неполноценных людей. Пока их предводитель отбывал 5-летний срок за незаконное владение оружием, его подопечные изрядно смешили СМИ и публику непродуманными и неподготовленными терактами. На свободу выходит их вождь Рамон, полный стремления доказать миру, что на самом деле представляет собой его организация.
Мутанты проникают на свадьбу Патриции — дочери богатого бизнесмена, устраивают там кровавую бойню и похищают невесту. Позже они передают безутешному отцу кассету с записью их требований, суть которых — выкуп в размере 10 миллионов экю, сложенных в защищённый кейс и доставленных в бар на отдалённой планете, где живут только остатки шахтёрских колоний посреди гористого ландшафта и заброшенных рудников.
По пути к этой планете мутанты узнают из теленовостей, что сумма выкупа увеличена до 100 миллионов. Рамон поочерёдно убивает своих компаньонов, так что к концу путешествия в живых остаётся только один сиамский близнец, отягощённый трупом своего брата на левом боку. Помимо этого корабль мутантов врезается в планету, вместо совершения мягкой посадки.
Патриция, выбираясь из корабля, ударяется головой, что усиливает уже появившийся у неё Стокгольмский синдром. Рамон и Патриция отправляются искать место передачи выкупа. Чуть позже в себя приходит близнец и отправляется за ними. На планете живут только одичавшие шахтёры, население давно и поголовно мужское, поэтому одно лишь упоминание о появившейся женщине вызывает у каждого соответствующую реакцию.
Рамон с Патрицией сбиваются с дороги и набредают на дом, в котором живёт шахтёр, его сын и внуки, на внешности и интеллекте которых несомненно отразился рудничный газ. Хозяева приглашают гостей разделить с ними обед, обездвиживают Рамона. Патриция подвергается жестокому изнасилованию. 
Чуть позже Рамону и Патриции удаётся бежать.
Тем временем близнец встречает другого шахтёра, который кормит его и бальзамирует тело его брата, спасая живого близнеца от гангрены и процессов разложения. Затем они отправляются искать вождя и женщину.
Все эти персонажи собираются в назначенном месте, включая отца Патриции, который запасся бомбой огромной мощности. Рамон напоминает свои требования, а отец Патриции в ответ передаёт кейс с деньгами. Патриция признаётся Рамону в любви, но он всё же отдаёт её отцу. Однако секунду спустя Рамон обнаруживает в кейсе комиксы вместо денег и вопросительно смотрит на бизнесмена. Бизнесмен произносит длинный монолог, суть которого в том, что ему всё надоело, что он потерял дочь в день свадьбы, и вообще собирается взорвать этот притон со всеми присутствующими, включая себя. Активировать заряд он не успевает, так как получает пулю в голову от прибывшего близнеца. Сразу после этого в баре начинается беспорядочная стрельба, а чуть позже на место прибывает отряд полиции. Патриция случайно активирует бомбу, Рамон решает пожертвовать собой и выходит вместе с бомбой к полиции.

## В ролях
- Антонио Ресинес — Рамон
- Алекс Ангуло — Алекс
- Фредерик Федер — Патриция
- Фернандо Гильен — Орухо
- Сантьяго Сегура — Эзекьель
- Сатурнино Гарсия — Кимисефа
- Ион Габелья — Чепа
- Хуан Виадас
- Карра Элехальде — Хосе Оскар Теллериа
- Хайме Бланш
- Биби Андерсен
- Росси де Пальма
- Энрике Сан Франсиско
- Федор Аткин — Кауфман

## Премии
- 1993 — Гойя — лучшие спецэффекты.
- 1993 — Гойя — лучший продюсер (Эстер Гарсия)
- 1993 — Гойя — лучший грим и прически (Пака Альменара)
- В том же 1993 году фильм был номинирован ещё на три «Гойи», но не получил их[1].